# Isohypsibius glaber
Isohypsibius glaber är en djurart som tillhör fylumet trögkrypare, och som först beskrevs av Durante Pasa och Walter Maucci 1979.  Isohypsibius glaber ingår i släktet Isohypsibius och familjen Hypsibiidae. Arten är reproducerande i Sverige. Inga underarter finns listade i Catalogue of Life.